# La Tena de Arriba
La Tena de Arriba är en ort i Mexiko.   Den ligger i kommunen Guerrero och delstaten Chihuahua, i den nordvästra delen av landet, 1 300 km nordväst om huvudstaden Mexico City. La Tena de Arriba ligger 2 074 meter över havet och antalet invånare är 135.
Terrängen runt La Tena de Arriba är platt åt nordost, men åt sydväst är den kuperad. La Tena de Arriba ligger nere i en dal. Runt La Tena de Arriba är det mycket glesbefolkat, med 7 invånare per kvadratkilometer. Närmaste större samhälle är La Junta, 4,1 km nordväst om La Tena de Arriba. Omgivningarna runt La Tena de Arriba är i huvudsak ett öppet busklandskap.